# Iso Kiuasjärvi
Iso Kiuasjärvi och Pieni Kiuasjärvi eller Kiuasjärvet är sjöar i Finland. De ligger i kommunen Pello i landskapet Lappland, i den norra delen av landet, 700 km norr om huvudstaden Helsingfors. Iso Kiuasjärvi ligger 236 meter över havet. Arean är 10,2 hektar och strandlinjen är 1,69 kilometer lång. Sjön  ingår i Torne älvs huvudavrinningsområde. 